# Giffre
Der Giffre ist ein Gebirgsfluss in Frankreich, der im Département Haute-Savoie in der Region Auvergne-Rhône-Alpes verläuft. Das Quellgebiet befindet sich im Grenzgebiet zur Schweiz, im Talkessel Bout du Monde, an der Südwestflanke des  Grand Mont Ruan (3057 m). Der Giffre nimmt seinen Ursprung beim Zusammenfluss mehrerer Quellbäche im Gemeindegebiet von Sixt-Fer-à-Cheval, entwässert zunächst generell in westlicher Richtung, schwenkt dann abrupt nach Süden und mündet nach rund 47 Kilometern bei Marignier als rechter Nebenfluss in die Arve.

## Orte am Fluss
- Sixt-Fer-à-Cheval
- Samoëns
- Morillon
- Verchaix
- La Rivière-Enverse
- Taninges
- Mieussy
- Marignier